# Fairplay (Maryland)
Fairplay es un lugar designado por el censo ubicado en el condado de Washington en el estado estadounidense de Maryland. En el Censo de 2010 tenía una población de 580 habitantes y una densidad poblacional de 186 personas por km².

## Geografía
Fairplay se encuentra ubicado en las coordenadas 39°32′8″N 77°44′47″O / 39.53556, -77.74639. Según la Oficina del Censo de los Estados Unidos, Fairplay tiene una superficie total de 3.12 km², de la cual 3.12 km² corresponden a tierra firme y (0%) 0 km² es agua.

## Demografía
Según el censo de 2010, había 580 personas residiendo en Fairplay. La densidad de población era de 186 hab./km². De los 580 habitantes, Fairplay estaba compuesto por el 96.03% blancos, el 0.34% eran afroamericanos, el 0.52% eran amerindios, el 0% eran asiáticos, el 0% eran isleños del Pacífico, el 0% eran de otras razas y el 3.1% pertenecían a dos o más razas. Del total de la población el 1.21% eran hispanos o latinos de cualquier raza.